# Qualla Boundary

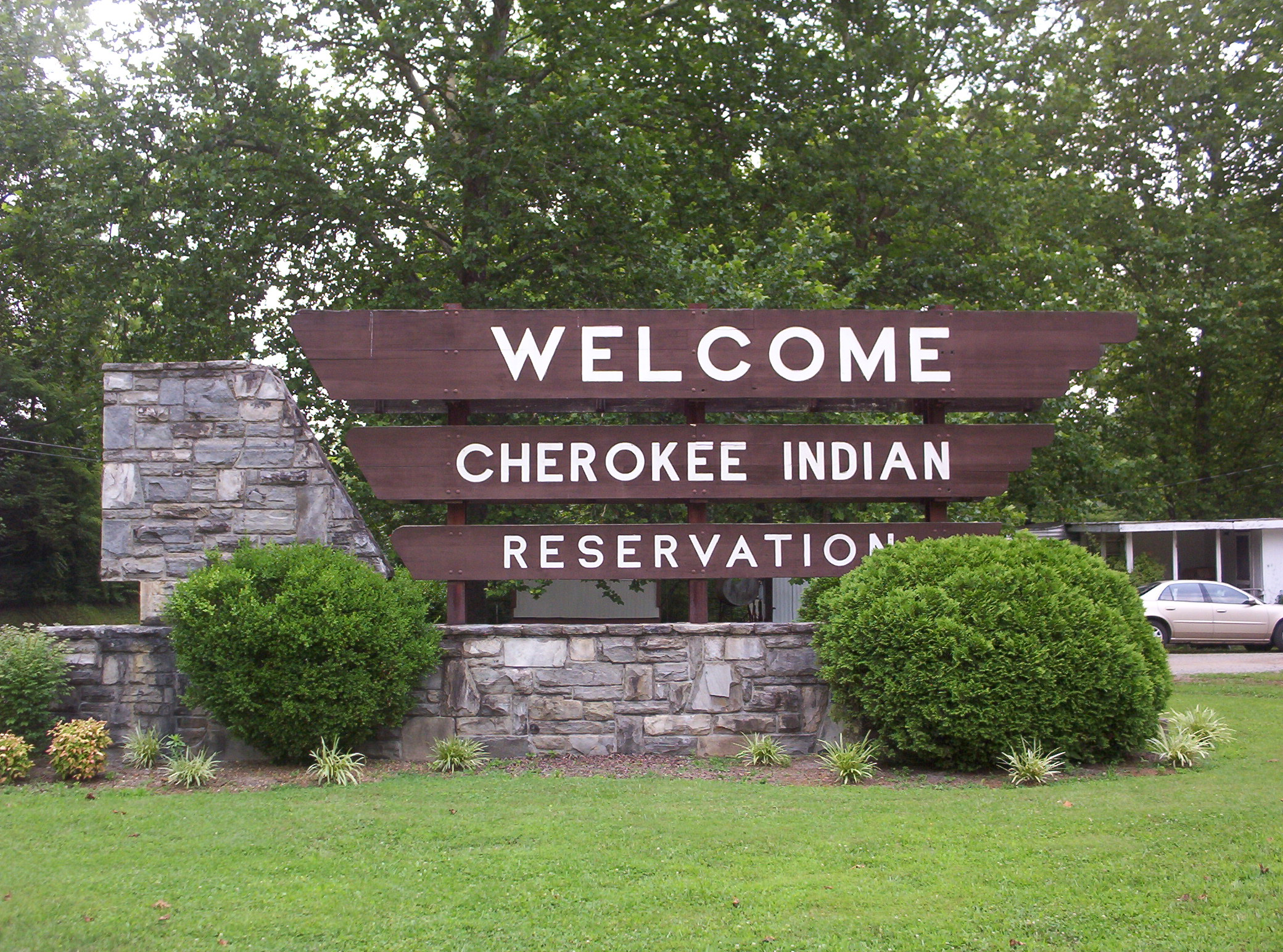
Cherokee Indian Reservation

Das Qualla Boundary oder The Qualla ist ein Gebiet das treuhänderisch für den staatlich anerkannten Stamm des Eastern Band of Cherokee Indians reserviert wurde. Das Gebiet liegt im westlichen North Carolina und ist Teil der historischen Stammesgebiete der Cherokee. Es handelt sich bei dem Gebiet nicht um ein Indianerreservat. Das Land wurde in den 1870ern vom Stamm gekauft und später unter staatlichen Schutz gestellt. Land im Qualla Boundary kann gekauft und verkauft werden, solange die Käufer eingetragene Mitglieder des Eastern Band der Cherokee Indians (EBCI) sind.

## Lage

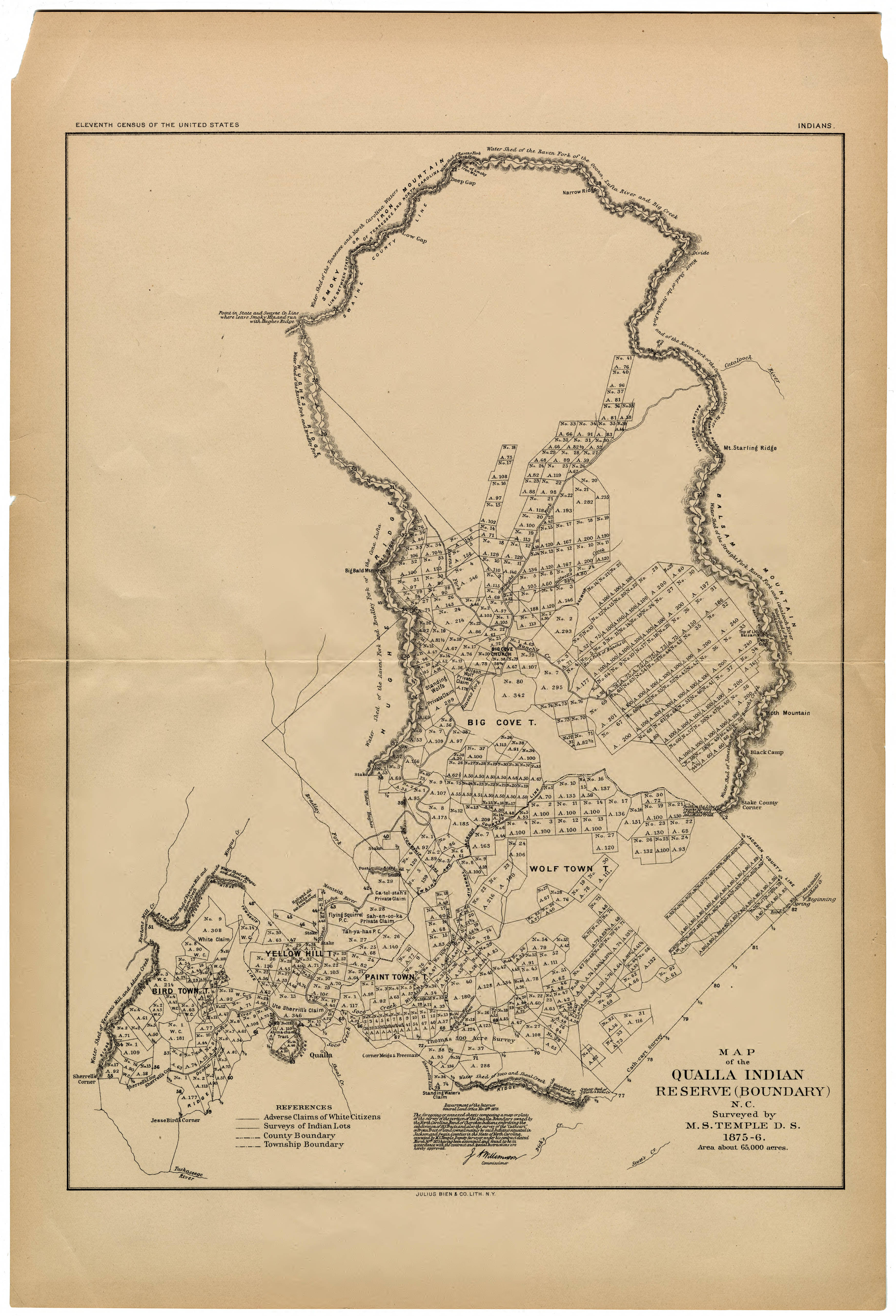
Karte des Qualla Indian Reserve (circa 1890)

Das Qualla Boundary umfasst etwa ein 230 Quadratkilometer großes Gebiet im westlichen North Carolina. Der größte Teil des Landes liegt im östlichen Swain und dem nördlichen Jackson County. Ein kleinerer Teil des Gebietes dehnt nach Osten bis ins Haywood County aus, direkt südlich des Great Smoky Mountains National Parks. Das Boundary beinhaltet viele kleinere, nicht zusammenhängende Gebiete im Südwesten in Regionen Marble, Hiawassee und Hanging Dog des Cherokee Countys, sowie die Gemeinde Snowbird im Graham County. Laut United States Census 2000 lebten 8092 Menschen im Qualla Boundary.

## Geschichte
Die Cherokee haben die Region lange Zeit besiedelt und sind lange vor der Ankunft der Europäer in das Gebiet gezogen. Während der Besiedlung durch die europäischen Siedler kam es wiederholt zu Konflikten mit den Cherokee, deren Gebiete bis ins heutige Tennessee, Georgia und Alabama reichte. Die Cherokee wurden ab 1930 mit Hilfe des Indian Removal Act mit Gewalt aus ihren Gebieten vertrieben, insbesondere in der Region des Black Belts in Georgia und Alabama. Sie wurden in das Indian Territory im heutigen Oklahoma zwangsumgesiedelt.
Während des Winters 1938 und des darauffolgenden Frühjahrs siedelte die U.S. Regierung etwa 11.000 Cherokee aus North Carolina nach Oklahoma um. Dieses Ereignis ging als Pfad der Tränen in die Geschichte ein. Einige der Cherokee konnten vor der Vertreibung in die Great Smoky Mountains flüchten, einige wenige konnten sich auf frühere Verträge berufen und blieben auf ihrem Land, jedoch wurde die Mehrheit der Cherokee von ihrem angestammten Gebieten entfernt. Zu diesem Zeitpunkt begann der Kampf um das Boundary.
Das Qualla Boundary wurde 1876 erstmals von M. S. Temple unter der Aufsicht des United States Land Office vermessen. Die Ergebnisse wurden als Map of the Qualla Indian reserve (dt. Karte des Qualla Indianerreservats) veröffentlicht. Das Qualla Boundary ist ein Land Trust das unter der Aufsicht des United States Bureau of Indian Affairs steht. Das Gebiet ist nur ein winziger Teil des ursprünglichen historischen Heimatgebietes der Cherokee und wurde als Teil der Cherokee Nation während des 19. Jahrhunderts betrachtet, ehe es durch Verträge und Vertreibungen in den 1830ern reduziert wurde.
William Holland Thomas hatte einen Gutteil seines Lebens unter den Cherokee verbracht. Er kannte ihre Traditionen und Sprache und war mit einigen Mitgliedern des Stammes eng befreundet. Die Cherokee schätzten und respektierten Thomas, er wurde sogar zum einzigen Weißen, der in der Geschichte des Stammes zum Häuptling ernannt wurde. Thomas kaufte Land entlang des Flusses Oconaluftee River für den Stamm, rund 50.000 Morgen. Dieses Land macht bis heute einen großen Teil des Boundarys aus. Die Cherokee organisierten und gründeten 1870 eine Kooperative um weiteres Land kaufen zu können. Diesen Cherokee wurde der Verbleib in North Carolina erlaubt, man sah sie nicht als Teil der Cherokee, die gezwungen waren in Oklahoma zu siedeln.

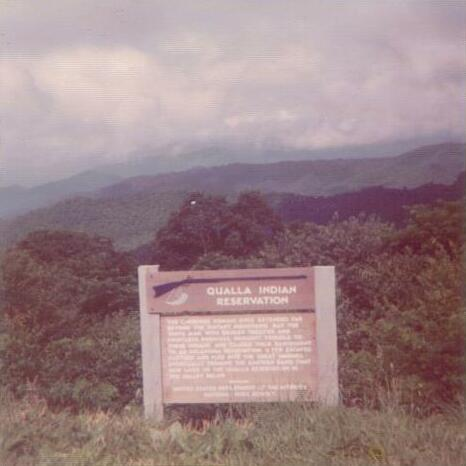
"Qualla Indian Reservation" in North Carolina 1975

Ein Schild mit der Aufschrift Qualla Indian Reservation, aufgestellt 1975, enthält folgenden Text:

“The Cherokee domain once extended far beyond the distant mountains, but the white man, with broken treaties and fruitless promises, brought trouble to the Indians and caused their banishment to an Oklahoma reservation. A few escaped capture and fled into the Great Smokies, eventually forming the Eastern Band that now lives on the Qualla Reservation in the valley below.”

„Das Land der Cherokee dehnte sich einst weit über die entfernten Berge aus, aber der weiße Mann, mit gebrochenen Verträgen und fruchtlosen Versprechungen, brachte den Indianern Leid und verursachte ihre Verbannung in die Oklahoma Reservation. Einige wenige konnten der Gefangennahme entfliehen und flohen in die Great Smokies, sie bildeten das Eastern Band, das heute in der  Qualla Reservation in diesem Tal lebt.“

## Verwaltung und Gesetzgebung
Die Stammesgemeinde funktioniert wie die meisten anderen Gemeinden auch, sie betreiben Schulen, Strafverfolgung, Rettungsdienst, sowie ihr eigenes Krankenhaus und Casino. Seit 1987 hat der Stamm auch ein eigenes Gerichtssystem. Die Stammespolizei hat exklusive Rechte auf dem Gebiet des Boundary, nur die Bundesbehörden, wie das FBI dürfen wegen Verbrechen gegen den Staat ermitteln. Mehrere Polizeibehörden des Bundesstaates, zum Beispiel die North Carolina State Troopers, die Ranger oder SBI-Agenten können von der Stammespolizei zur Unterstützung gerufen werden. Straftäter, die nicht Mitglieder des Stammes sind, werden an die lokalen Behörden übergeben.

## In den Medien
Mitte der 1950er wurde ein Großteil der fünfteiligen Disney-Serie Davy Crockett mit Fess Parker im Boundary gedreht.